# 三瀦站
三瀦站（日语：／ Mizuma eki */?）是位於福岡縣久留米市三瀦町田川，西日本鐵道（西鐵）的天神大牟田線車站。車站編號為T33。

## 歷史
- 1937年（昭和12年）10月1日 - 車站啟用。
- 1965年（昭和40年） - 月台延長。
- 1966年（昭和41年） - 翻新車站大樓。
- 2008年（平成20年）5月18日 - 此站開始可以使用IC卡nimoca。
- 2017年（平成29年）2月1日 - 此站引入車站編號[1]。
- 2021年（令和3年）4月1日 - 隨著引入中央控制行車，整日成為無人車站[2][3]。

## 車站構造
車站是一座地面車站，設有2面2線的相對式月台。此站是有人車站。

### 月台
| 月台 | 路線          | 上下行 | 方向                     | 備註 |
| ---- | ------------- | ------ | ------------------------ | ---- |
| 1    | ■天神大牟田線 | 下行   | 柳川、大牟田方向         |      |
| 2    | ■天神大牟田線 | 上行   | 久留米、福岡（天神）方向 |      |

## 使用狀況
在2019年度，1日平均上下車人次為917人。
以下為各年度1日平均使用人次列表：
| 年度   | 1日平均 乘車人次 | 1日平均 上下車人次 |
| ------ | ---------------- | ------------------ |
| 2007年 | 427              | 823                |
| 2008年 | 421              | 810                |
| 2009年 | 416              | 801                |
| 2010年 | 425              | 853                |
| 2011年 | 429              | 857                |
| 2012年 |                  | 860                |
| 2013年 |                  | 894                |
| 2014年 |                  | 834                |
| 2015年 |                  | 840                |
| 2016年 |                  | 865                |
| 2017年 |                  | 902                |
| 2018年 |                  | 918                |
| 2019年 |                  | 917                |

## 車站周邊
曾經在站前設有一條縣道通過，但是縣道沒有得到維護，加上縣道比較狹窄，因此車站使用者較難使用私家車進行接送，造成不便。因此，站前進行了工程，設置了單車停泊處，站前迴旋路和時鐘。
- 久留米市政廳三瀦綜合分所（日语：久留米市役所#三潴総合支所）
  - 舊三瀦町公所。停車場開放給鐵路使用者免費使用（晚上至早上除外）
- 福岡縣道84號三瀦上陽線（日语：福岡県道84号三潴上陽線）
- 久留米市立三瀦圖書館
- 久留米市立三瀦中學
- 三瀦郵局
- 三瀦町農業協同組合（日语：三潴町農業協同組合）
  - 本所
  - 農機具、家電中心
  - 車輛中心
  - 洋蔥、草莓起載場

## 城島酒藏比拉基
在毎年2月，於久留米市城島町舉行城島酒藏比拉基，此站最近該會場。當時，部分特急列車會臨時停車。隨後此站會設有前進會場的穿梭巴士。

## 相鄰車站
西日本鐵道
■天神大牟田線
■特急、■急行
通過
■普通
大善寺（T32）－三瀦（T33）－犬塚（T34）

## 注腳
1. ↑   (PDF). 西日本鐵道. 2017-01-24  [2017年3月20日]. （原始内容 (PDF)存档于2020-07-28） （日语）.
2. ↑   (PDF) (新闻稿). 西日本鉄道広報部. 2021-03-19  [2021-03-19]. （原始内容 (PDF)存档于2021-03-19） （日语）.
3. ↑   (PDF) (新闻稿). 西日本鉄道広報部. 2020-08-28  [2020-08-28]. （原始内容 (PDF)存档于2020-08-28） （日语）.
4. ↑  . 西日本鉄道株式会社.   [2021-01-14]. （原始内容存档于2021-01-29） （日语）.
5. ↑  久留米市統計書（運輸・通信）西鉄各駅乗降人員数 （页面存档备份，存于）（日語） 2021年3月4日參閲
6. ↑  2019年01月31日	 ニュースリリース 「第25回城島酒蔵びらき記念きっぷ」を販売します！ （页面存档备份，存于）（日語）

## 外部連結
- 三瀦站（西鐵沿線web） （页面存档备份，存于）（日語）